# Artūras Karnišovas
Artūras Karnišovas (* 27. April 1971 in Klaipėda) ist ein litauischer ehemaliger Basketballspieler. Der 2,04 m große Small Forward war von 1987 bis 2002 aktiv. Heute arbeitet Karnišovas in der NBA.

## Karriere
Karnišovas begann seine Karriere noch zu Sowjetzeiten bei Statyba Vilnius und wechselte 1990 in die Vereinigten Staaten an die Seton Hall University, um vier Jahre in der NCAA zu spielen. In 123 Spielen erzielte er im Schnitt 12,3 Punkte für Seton Hall. 2008 wurde er in die Ruhmeshalle der Sportabteilung der Hochschule aufgenommen.
Nach einem Jahr in Frankreich bei Cholet Basket ging Karnišovas zum FC Barcelona, mit dem er zwei Jahre in Folge jeweils die spanische Meisterschaft gewann und das Endspiel des europäischen Landesmeisterpokals erreichte. Er erzielte in der spanischen Liga ACB 1995/96 20,1 Punkte und 1996/97 15,2 Punkte je Begegnung. 1996 wurde er als Europas Basketballspieler des Jahres ausgezeichnet.
1997 wechselte er zu Olympiakos Piräus nach Griechenland. Er bestritt für die Mannschaft 32 Ligaeinsätze mit im Schnitt 16,6 Punkten und 5,4 Rebounds. Die folgenden zwei Jahre war er für Fortitudo Bologna in Italien aktiv, wo er 2000 Meister wurde. Seine Mittelwerte in der italienischen Liga: 14,8 Punkte (1998/99) und 16,4 Punkte (1999/2000). 2000 kehrte Karnišovas zum FC Barcelona zurück, mit dem er das Double aus Meisterschaft und Pokal gewann. Nach einem weiteren Jahr dort beendete er seine Karriere. Insgesamt bestritt er während seiner Laufbahn für Barcelona 170 Ligaspiele mit 14,8 Punkten je Begegnung.
Karnišovas setzte sich mit 1453 Punkten in der Liste der erfolgreichsten Korbschützen der litauischen Nationalmannschaft auf den ersten Platz. Er gewann mit ihr 1992 und 1996 jeweils die olympische Bronzemedaille. Bei Olympia 1992 war er mit 11,2 Punkten je Begegnung viertbester und 1996 mit 15,3 Punkten pro Spiel zweitbester Werfer der litauischen Auswahl. Außerdem erreichte er mit der litauischen Auswahl das Finale der Europameisterschaft 1995. Bei der Europameisterschaft 1997, deren insgesamt viertbester Korbschütze (20,7 Punkte/Spiel) er war, der Weltmeisterschaft 1998 und der Europameisterschaft 1999 wurde Karnišovas jeweils ins All-Tournament Team gewählt, dennoch erreichte Litauen in diesen Turnieren nicht das Halbfinale.
Nach seiner Karriere kehrte Karnišovas in die Vereinigten Staaten zurück und übernahm 2003 eine Tätigkeit als Scout bei den Houston Rockets in der NBA. Ab 2008 war Karnišovas für die internationale Spielersichtung der Texaner zuständig. Im Jahre 2013 wurde Karnišovas Assistent des Generalmanagers der Denver Nuggets. 2017 übernahm er den Posten des Generalmanagers der Nuggets von Tim Connelly, der wiederum ins Präsidentenamt rückte. Seit April 2020 arbeitet Karnišovas bei den Chicago Bulls als geschäftsführender Vizepräsident für Basketballbelange.